# 우라타 이쓰키
우라타 이쓰키(일본어: 浦田 樹, 1997년 1월 29일 ~ )는 일본의 축구 선수이다. 현재 슬로베니아 프르바리가의 NK 마리보르에서 뛰고 있다.

## 구단 경력
그는 2015년부터 2018년까지 J리그의 제프 유나이티드 지바, FC 류큐, 기라반츠 기타큐슈에서 활동하였다.

## 국가대표팀 경력
그는 2018년 AFC U-23 축구 선수권 대회에 참가할 일본 U-23 국가대표팀에 발탁되었다.